# Eymoutiers
Eymoutiers (tiếng Occitan: Aimostier) là một xã của tỉnh Haute-Vienne, thuộc vùng Nouvelle-Aquitaine, miền trung nước Pháp.